# Esther de Lange
Pour les articles homonymes, voir De Lange.
 (décembre 2023).
Si vous disposez d'ouvrages ou d'articles de référence ou si vous connaissez des sites web de qualité traitant du thème abordé ici, merci de compléter l'article en donnant les références utiles à sa vérifiabilité et en les liant à la section « Notes et références ».
Esther de Lange (prononcé en néerlandais : [ˈɛstər də ˈlɑŋə]), née le 19 février 1975 à Spaubeek, est une femme politique néerlandaise, membre de l'Appel chrétien-démocrate (CDA). Elle est députée européenne de 2007 à 2024.

## Biographie

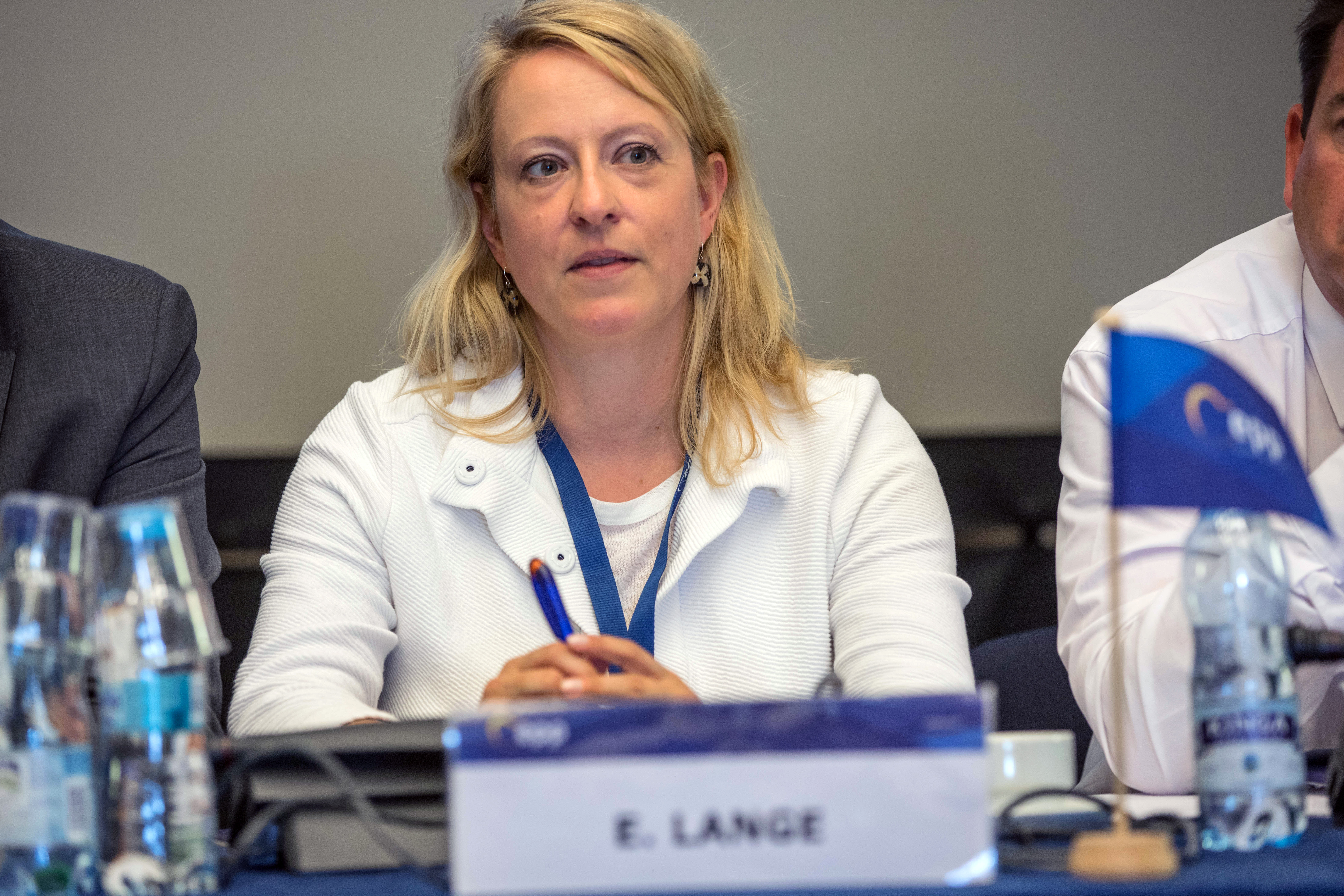
Esther de Lange en 2018 lors d'une réunion du PPE.

Esther de Lange naît à Spaubeek, dans la province de Limbourg. Diplômée de l'université d'Utrecht, est prend ses fonctions au Parlement européen le 12 avril 2007, en remplacement du démissionnaire Albert Jan Maat. Elle est élue lors des élections européennes de 2009 et réélue lors des élections de 2014, en tant que tête de liste du CDA, qui obtient cinq sièges. Elle est l'une des vice-présidences du groupe du Parti populaire européen (PPE) à partir de 2014, responsable des relations avec les législatures nationales. Elle est actuellement également membre de la commission des affaires économiques et monétaires et de la commission de l'industrie, de la recherche et de l'énergie.
Dans ses travaux parlementaires, De Lange se concentre sur les questions relatives à l'agriculture. Au cours de la 7e législature (2009-2014), elle est membre de la commission de l'environnement, de la santé publique et de la sécurité alimentaire, de la commission de l'agriculture et du développement rural ; lors de la 6e législature, à partir de 2007, elle est membre de la commission du contrôle budgétaire. Vice-présidente de la délégation pour les relations avec l'Irak, elle est anciennement membre de la délégation pour les relations avec l'Inde.
Elle dénonce publiquement à plusieurs reprises les actions du Fidesz, qui fait partie du PPE, évoquant un sentiment de « frustration ». Pour les élections européennes de 2019, elle prend à nouveau la tête de la liste du CDA. Elle démissionne de son mandat le 15 février 2024.